# Wrecking Ball (album de Bruce Springsteen)
Pour les articles homonymes, voir Wrecking Ball.
Albums de Bruce Springsteen
The Promise (album de Bruce Springsteen)
(2010) High Hopes
(2014)
Wrecking Ball est le 17e album studio de Bruce Springsteen, sorti le 6 mars 2012. Le premier single de l'album, We Take Care of Our Own, est sorti le 19 janvier 2012.
Certaines de ces chansons ont été auparavant chantées lors de concert bien avant la sortie de l'album. Des chansons telles que Land of Hope and Dreams lors du Rising Tour à Paris et enregistrée sur l'album Live in New York City, ainsi que la chanson Wrecking ball elle-même, chantée au Giants Stadium en 2009. L'album est n°1 des charts britanniques en mars.

## Liste des chansons
Toutes les chansons sont écrites et composées par Bruce Springsteen.
| No  | Titre                   | Durée |
| --- | ----------------------- | ----- |
| 1.  | We Take Care of Our Own | 3:54  |
| 2.  | Easy Money              | 3:37  |
| 3.  | Shackled and Drawn      | 3:46  |
| 4.  | Jack of All Trades      | 6:00  |
| 5.  | Death to My Hometown    | 3:29  |
| 6.  | This Depression         | 4:08  |
| 7.  | Wrecking Ball           | 5:49  |
| 8.  | You've Got It           | 3:48  |
| 9.  | Rocky Ground            | 4:41  |
| 10. | Land of Hope and Dreams | 6:58  |
| 11. | We Are Alive            | 5:36  |

| 12. | Swallowed Up (In the Belly of the Whale) | 5:28 |
| 13. | American Land                            | 4:25 |

## Wrecking Ball World Tour 2012/2013
L'album est soutenu par une tournée de promotion mondiale, le Wrecking Ball World Tour.
| Date              | Ville                             | Pays               | Lieu                                   |
| Amérique du Nord  | Amérique du Nord                  | Amérique du Nord   | Amérique du Nord                       |
| ----------------- | --------------------------------- | ------------------ | -------------------------------------- |
| 9 mars 2012       | New York                          | États-Unis         | Apollo Theatre                         |
| 18 mars 2012      | Austin                            | États-Unis         | Moody Theatre                          |
| 18 mars 2012      | Atlanta (Géorgie)                 | États-Unis         | Philips Arena                          |
| 19 mars 2012      | Greensboro (Caroline du Nord)     | États-Unis         | Greensboro Coliseum                    |
| 23 mars 2012      | Tampa (Floride)                   | États-Unis         | Tampa Bay Times Forum                  |
| 26 mars 2012      | Boston (Massachusetts)            | États-Unis         | TD Garden                              |
| 28 mars 2012      | Philadelphie (Pennsylvanie)       | États-Unis         | Wells Fargo Center                     |
| 29 mars 2012      | Philadelphie (Pennsylvanie)       | États-Unis         | Wells Fargo Center                     |
| 1er avril 2012    | Washington (district de Columbia) | États-Unis         | Verizon Center                         |
| 3 avril 2012      | East Rutherford (New Jersey)      | États-Unis         | Izod Center                            |
| 4 avril 2012      | East Rutherford (New Jersey)      | États-Unis         | Izod Center                            |
| 6 avril 2012      | New York                          | États-Unis         | Madison Square Garden                  |
| 9 avril 2012      | New York                          | États-Unis         | Madison Square Garden                  |
| 12 avril 2012     | Détroit (Michigan)                | États-Unis         | The Palace of Auburn Hills             |
| 13 avril 2012     | Buffalo (New York)                | États-Unis         | First Niagara Center                   |
| 16 avril 2012     | Albany (New York)                 | États-Unis         | Times Union Center                     |
| 17 avril 2012     | Cleveland (Ohio)                  | États-Unis         | Quicken Loans Arena                    |
| 24 avril 2012     | San José (Californie)             | États-Unis         | HP Pavilion                            |
| 28 mars 2012      | Los Angeles (Californie)          | États-Unis         | Los Angeles Memorial Sports Arena      |
| 29 mars 2012      | Los Angeles (Californie)          | États-Unis         | Los Angeles Memorial Sports Arena      |
| 29 avril 2012     | La Nouvelle-Orléans (Louisiane)   | États-Unis         | New Orleans Jazz & Heritage Festival   |
| 2 mai 2012        | Newark (New Jersey)               | États-Unis         | Prudential Center                      |
| Europe            |                                   |                    |                                        |
| 13 mai 2012       | Séville                           | Espagne            | Stade olympique                        |
| 17 mai 2012       | Barcelone                         | Espagne            | Stade olympique Lluís-Companys         |
| 18 mai 2012       | Barcelone                         | Espagne            | Stade olympique Lluís-Companys         |
| 25 mai 2012       | Francfort-sur-le-Main             | Allemagne          | Commerzbank-Arena                      |
| 27 mai 2012       | Cologne                           | Allemagne          | RheinEnergieStadion                    |
| 28 mai 2012       | Landgraaf                         | Pays-Bas           | Pinkpop Festival                       |
| 30 mai 2012       | Berlin                            | Allemagne          | Stade olympique                        |
| 2 juin 2012       | Saint-Sébastien                   | Espagne            | Stade d'Anoeta                         |
| 3 juin 2012       | Lisbonne                          | Portugal           | Rock in Rio (Lisbon)                   |
| 7 juin 2012       | Milan                             | Italie             | Stadio Meazza                          |
| 10 juin 2012      | Florence                          | Italie             | Stade Artemio-Franchi                  |
| 11 juin 2012      | Trieste                           | Italie             | Stadio Trieste                         |
| 17 juin 2012      | Madrid                            | Espagne            | Stade Santiago Bernabéu                |
| 19 juin 2012      | Montpellier                       | France             | Park & Suites Arena                    |
| 21 juin 2012      | Sunderland                        | Royaume-Uni        | Stadium of Light                       |
| 22 juin 2012      | Manchester                        | Royaume-Uni        | Etihad Stadium                         |
| 24 juin 2012      | Île de Wight                      | Royaume-Uni        | Festival de l'île de Wight             |
| 4 juillet 2012    | Paris                             | France             | Bercy                                  |
| 5 juillet 2012    | Paris                             | France             | Bercy                                  |
| 7 juillet 2012    | Roskilde                          | Danemark           | Festival de Roskilde                   |
| 9 juillet 2012    | Zurich                            | Suisse             | Stade du Letzigrund                    |
| 11 juillet 2012   | Prague                            | République tchèque | Synot Tip Aréna                        |
| 12 juillet 2012   | Vienne                            | Autriche           | Stade Ernst Happel                     |
| 14 juillet 2012   | Londres                           | Royaume-Uni        | Hard Rock Calling                      |
| 17 juillet 2012   | Dublin                            | Irlande            | RDS Arena                              |
| 18 juillet 2012   | Dublin                            | Irlande            | RDS Arena                              |
| 21 juillet 2012   | Oslo                              | Norvège            | Valle Hovin                            |
| 23 juillet 2012   | Bergen                            | Norvège            | Koengen                                |
| 24 juillet 2012   | Bergen                            | Norvège            | Koengen                                |
| 27 juillet 2012   | Göteborg                          | Suède              | Ullevi                                 |
| 28 juillet 2012   | Göteborg                          | Suède              | Ullevi                                 |
| 31 juillet 2012   | Helsinki                          | Finlande           | Stade olympique d'Helsinki             |
| 29 juin 2013      | Paris                             | France             | Stade de France                        |
| Amérique du Nord  |                                   |                    |                                        |
| 14 août 2012      | Boston (Massachusetts)            | États-Unis         | Fenway Park                            |
| 15 août 2012      | Boston (Massachusetts)            | États-Unis         | Fenway Park                            |
| 18 août 2012      | Boston (Massachusetts)            | États-Unis         | Gillette Stadium                       |
| 24 août 2012      | Toronto (Ontario)                 | Canada             | Centre Rogers                          |
| 26 août 2012      | Moncton (Nouveau-Brunswick)       | Canada             | Site de concerts de la Côte magnétique |
| 29 août 2012      | Mount Vernon (New York)           | États-Unis         | Vernon Downs Raceway                   |
| 2 septembre 2012  | Philadelphie (Pennsylvanie)       | États-Unis         | Citizens Bank Park                     |
| 3 septembre 2012  | Philadelphie (Pennsylvanie)       | États-Unis         | Citizens Bank Park                     |
| 7 septembre 2012  | Chicago (Illinois)                | États-Unis         | Wrigley Field                          |
| 8 septembre 2012  | Chicago (Illinois)                | États-Unis         | Wrigley Field                          |
| 14 septembre 2012 | Washington DC                     | États-Unis         | Nationals Park                         |
| 19 septembre 2012 | East Rutherford (New Jersey)      | États-Unis         | MetLife Stadium                        |
| 21 septembre 2012 | East Rutherford (New Jersey)      | États-Unis         | MetLife Stadium                        |
| 22 septembre 2012 | East Rutherford (New Jersey)      | États-Unis         | MetLife Stadium                        |
| 19 octobre 2012   | Ottawa (Ontario)                  | Canada             | Scotiabank Place                       |
| 21 octobre 2012   | Hamilton (Ontario)                | Canada             | Copps Coliseum                         |
| 23 octobre 2012   | Charlottesville (Virginie)        | États-Unis         | John Paul Jones Arena                  |
| 25 octobre 2012   | Hartford (Connecticut)            | États-Unis         | XL Center                              |
| 27 octobre 2012   | Pittsburgh (Pennsylvanie)         | États-Unis         | Consol Energy Center                   |
| 30 octobre 2012   | Rochester (New York)              | États-Unis         | Blue Cross Arena                       |
| 1er novembre 2012 | State College (Pennsylvanie)      | États-Unis         | Bryce Jordan Center                    |
| 2 novembre 2012   | Louisville (Kentucky)             | États-Unis         | KFC Yum! Center                        |
| 11 novembre 2012  | St. Paul (Minnesota)              | États-Unis         | Xcel Energy Center                     |
| 12 novembre 2012  | St. Paul (Minnesota)              | États-Unis         | Xcel Energy Center                     |
| 15 novembre 2012  | Omaha (Nebraska)                  | États-Unis         | CenturyLink Center                     |
| 17 novembre 2012  | Kansas City (Missouri)            | États-Unis         | Sprint Center                          |
| 19 novembre 2012  | Denver                            | États-Unis         | Pepsi Center                           |
| 26 novembre 2012  | Vancouver (Colombie-Britannique)  | Canada             | Rogers Arena                           |
| 28 novembre 2012  | Portland (Oregon)                 | États-Unis         | Rose Garden Arena                      |
| 30 novembre 2012  | Oakland (Californie)              | États-Unis         | Oracle Arena                           |
| 4 décembre 2012   | Anaheim (Californie)              | États-Unis         | Honda Center                           |
| 6 décembre 2012   | Glendale (Arizona)                | États-Unis         | Jobing.com Arena                       |